# Culoarul Rucăr-Bran
Culoarul Rucăr-Bran este situat în grupa Bucegi a Carpaților Meridionali, el separând Masivele Bucegi și Leaota de Munții Piatra Craiului și Munții Iezer-Păpușa. La origine este un culoar tectonic în care eroziunea diferențială s-a grefat puternic scoțând la iveală multe particularități morfologice. Culoarul este împărțit în trei sectoare: cel nordic situat între Bran și culmile din centru, sectorul central numit și sectorul gâlmelor calcaroase și sectorul sudic situat la sud de sectorul gâlmelor. Relieful carstic este bine definit prin prezența peșterilor, avenelor, cheilor, lapiezurilor, abrupturilor calcaroase și circulația carstică. În cadrul sectorului sudic al culoarului se întâlnesc trei depresiuni: Dâmbovicioara, Podul Dâmboviței și Rucăr.

## Împărțire
Depresiunea Dâmbovicioara este situată la confluența dintre Valea Izvorului și Dâmbovicioara, între cheia Peșterii și cheile Dâmbovicioarei, fiind o depresiune tectono-carstică.
Depresiunea Podul Dâmboviței este situată la sudul Pietrei Craiului acolo unde Dâmbovița Primește Afluenți pe Dâmbovicioara și Oratia. Este o depresiune tectono-carstică, în care Dâmbovița a săpat o cheie numită și cheia satului.
Depresiunea Rucăr este situtată la confluența Râușorului cu Dâmbovița este o depresiune tectono-erozivă, la nord aflându-se culmea Pleașa-Posada care o separă de depresiunea Podu Dâmboviței. Între ele se află cheile mari ale Dâmboviței, care sunt cele mai lungi de pe cursul acesteia.

## Legături externe

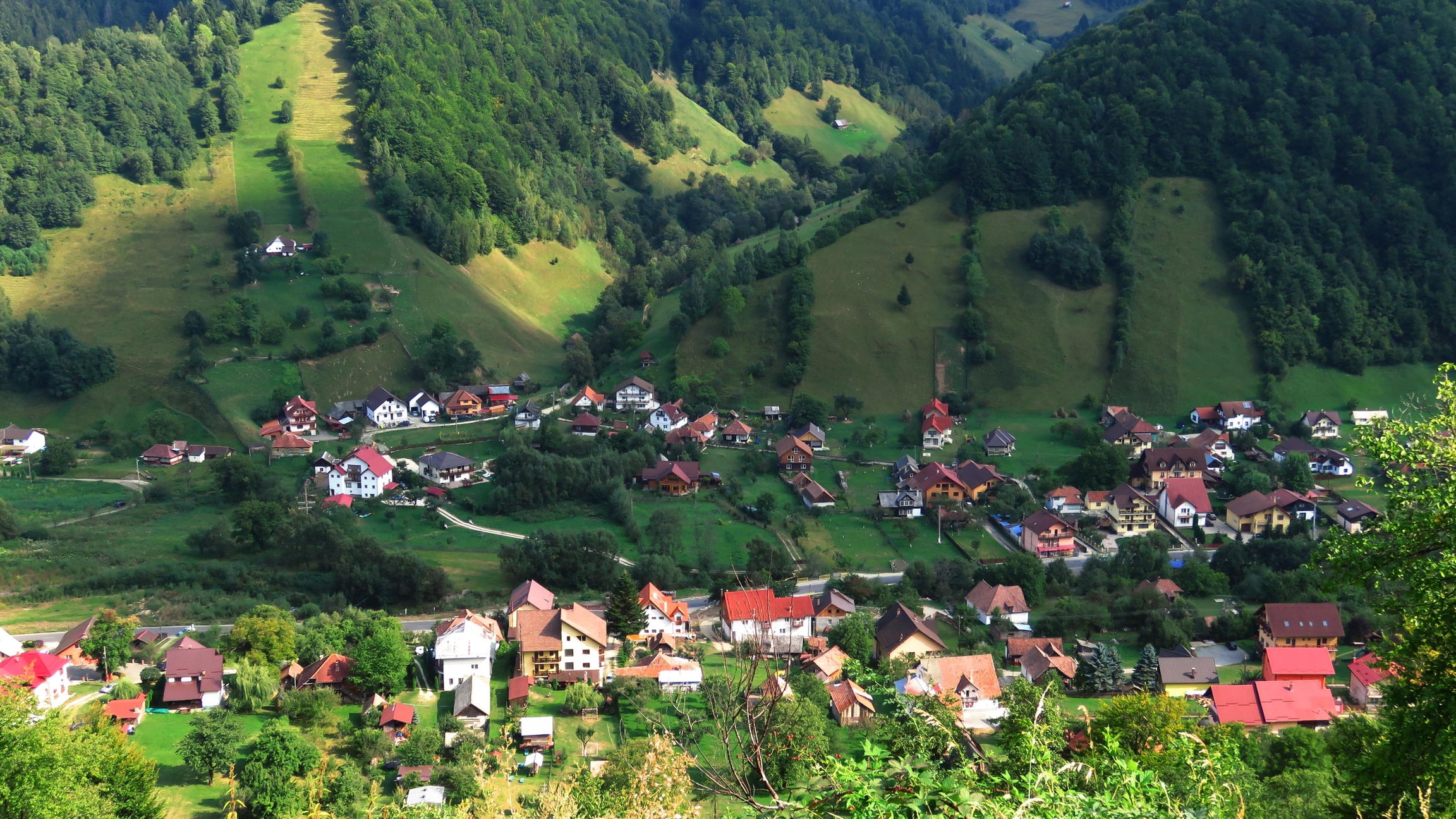
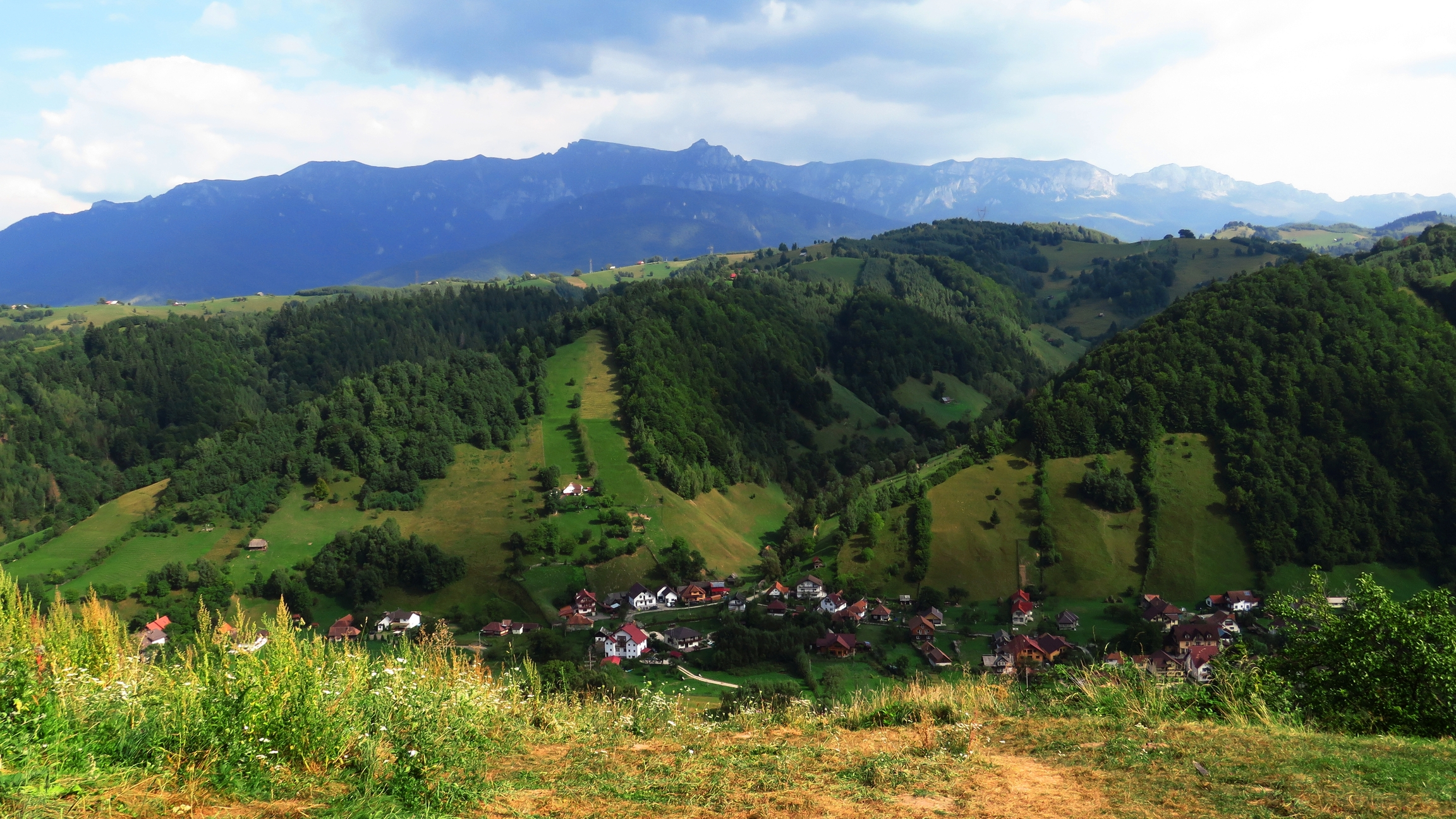
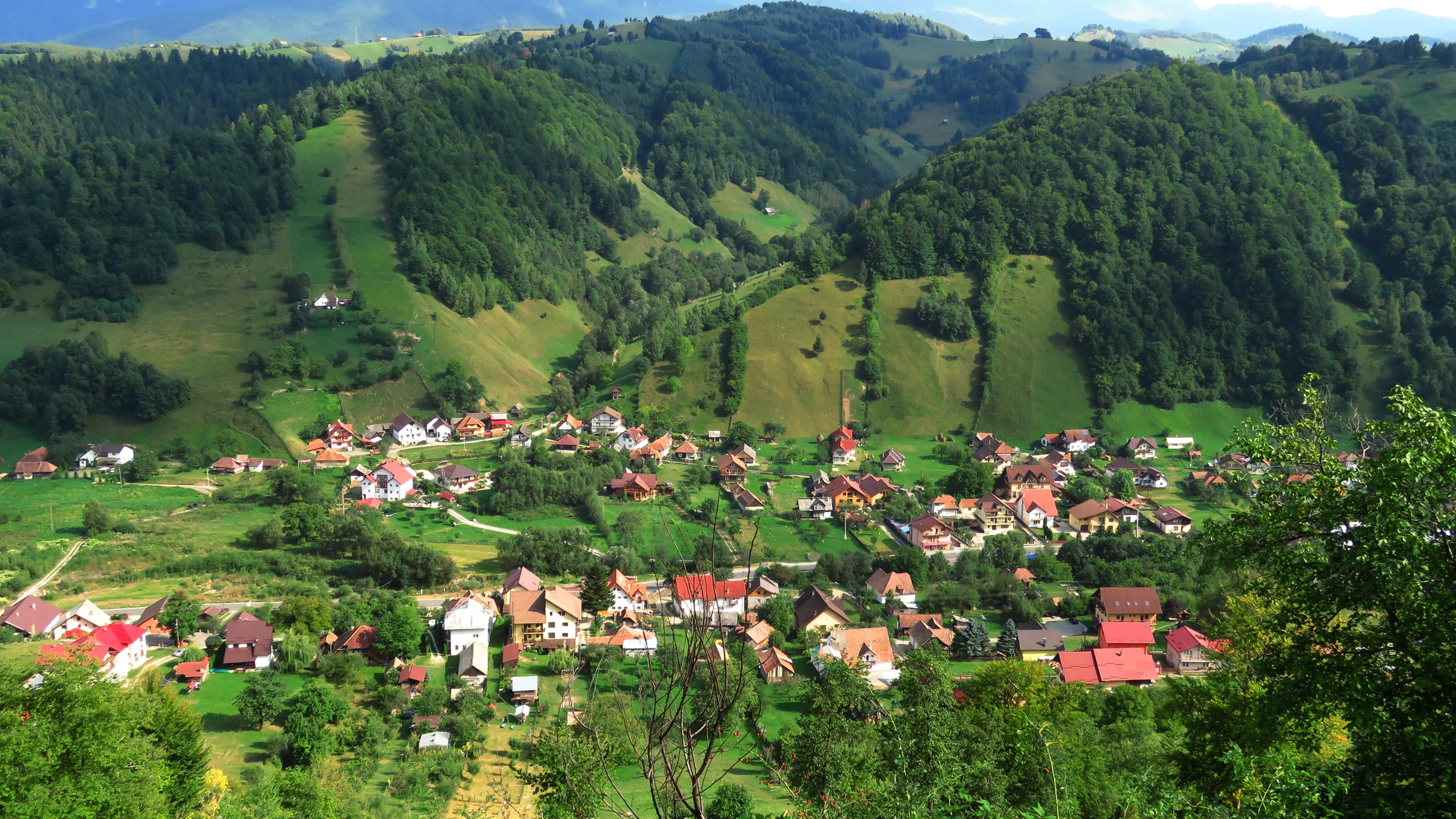